# Народный фронт (Украина)
«Народный фронт» (укр. Народний фронт, сокращённо НФ) — украинская политическая партия, возникшая в 2014 году после ухода из политсовета партии «Батькивщина» ряда политиков во главе с Арсением Яценюком и Александром Турчиновым из-за разногласий с её руководством. Была создана под парламентские выборы 2014 года, на которых, несмотря на первоначальные прогнозы в 8-10 % голосов, сумела занять первое место с 22,14 % (ближайший конкурент Блок Петра Порошенко получил 21,82 %).
В местных выборах 2015 года не участвовал, так как рейтинг снизился к 3 %.

## Создание

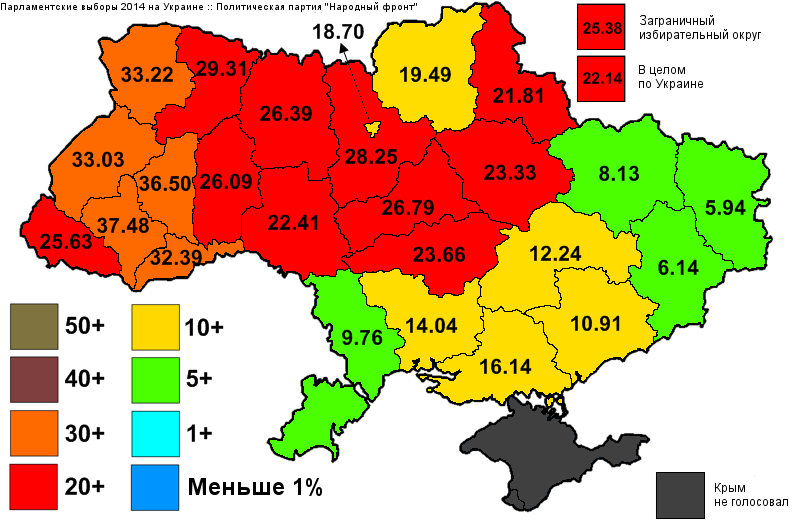
Результат Народного фронта по регионам Украины на Парламентских выборах в 2014 году

Была зарегистрирована 31 марта 2014 года.
Первый учредительный съезд партии, приуроченный к началу избирательной кампании в Верховную Раду Украины, состоялся 10 сентября 2014 года, где был избран глава её политсовета — премьер-министр Украины Арсений Яценюк, и глава избирательного штаба — спикер Верховной Рады Украины Александр Турчинов.
В состав политсовета партии также вошли: министр внутренних дел Украины Арсен Аваков, министр юстиции Павел Петренко, экс-секретарь СНБО Андрей Парубий, активистка Майдана Татьяна Черновол, народные депутаты Вячеслав Кириленко и Лилия Гриневич.
Также был образован военный совет «Народного фронта», в который вошли: Александр Турчинов, министр внутренних дел Арсен Аваков, народный депутат Сергей Пашинский, экс-секретарь СНБО Андрей Парубий, Дмитрий Тымчук, заместитель комбата Нацгвардии Сергей Сидорин, а также командиры батальонов «Азов» (Андрей Билецкий), «Днепр-1» (Юрий Береза), «Артёмовск» (Константин Матейченко), «Золотые ворота», «Чернигов», «Миротворец». Военный совет, как заявил Александр Турчинов, был создан в связи с тем, что согласно законодательству Украины военнослужащие и правоохранители не могут являться членами какой-либо партии.

## Структура
1. Арсений Яценюк — глава политсовета[14]
2. Александр Турчинов — глава избирательного штаба (до 2020 года)[14]
3. Татьяна Чорновол — член политсовета[14]
4. Андрей Парубий — член политсовета (до 2019 года)[14]
5. Андрей Тетерук — член военного совета
6. Арсен Аваков — член политсовета[14]
7. Виктория Сюмар — член политсовета[14]
8. Юрий Береза — член военного совета[14]

С 2 июля 2015 года Максим Бурбак является главой фракции «Народный фронт» в Верховной Раде.

## Деятельность
В сентябре 2016 года Национальное агентство по вопросам предотвращения коррупции на основании закона о государственном финансировании партии приняло решение выделить НФ 25,136 млн грн (25 % от общего размера ежегодного государственного финансирования).
Участие в выборах
На первом съезде произошло объединение с партией «За Украину!» Вячеслава Кириленко, а также принято решение о запрете включать в партийные списки бывших членов «Партии регионов».
В региональных выборах 2015 года, ввиду «необходимости сосредоточения на проведении важных реформ», партия участвовать отказалась. Вместе с тем партия «Блок Петра Порошенко» предоставила для членов «НФ» квоту в максимальном размере 25 %.
Члены партии в государственных структурах
Турчинов, Александр Валентинович — Председатель Верховной Рады Украины с 22 февраля по 27 ноября 2014 года, секретарь Совета национальной безопасности и обороны Украины с 16 декабря 2014 года
Кириленко, Вячеслав Анатольевич — вице-премьер-министр по гуманитарным вопросам и министр культуры Украины.— с 14 апреля 2016 по 29 августа 2019 года
Аваков, Арсен Борисович — министр внутренних дел Украины с 27 февраля 2014 по 15 июля 2021 года
Петренко, Павел Дмитриевич — министр юстиции Украины с 27 февраля 2014 по 29 августа 2019 года
Парубий, Андрей Владимирович — первый заместитель Председателя Верховной Рады Украины с 4 декабря 2014 года по 14 апреля 2016 года, Председатель Верховной Рады Украины с 14 апреля 2016 по 29 августа 2019 года

## Результаты Народного фронта на парламентских выборах на Украине с 2014 года
На внеочередных выборах в Верховную Раду 2014 партия «Народный фронт» набрала наибольшее количество голосов избирателей (3488114 голосов — 22,14 %), что позволило ей в Верховной Раде Украины VIII созыва получить 64 мандата по партийным спискам.
| Год  | Число голосов | Процент голосов | Кол-во депутатов | Изменение | Глава фракции                   | Позиция           |
| ---- | ------------- | --------------- | ---------------- | --------- | ------------------------------- | ----------------- |
| 2014 | 3,485,191     | 22,16 %         | 83 из 450        | ▲ 75      | Максим Юрьевич Бурбак           | Правящая коалиция |
| 2014 | —             | 1,78 %          | 8 из 450         | ▲ 8       | Александр Валентинович Турчинов | Правящая коалиция |

## Скандалы

### Проект границы «Стена»
Проект по инженерному обустройству границы «Стена», широко анонсирован в 2014 году тогдашним премьер-министром Арсением Яценюком стоил 680 миллионов гривен. Деньги на строительство укреплений распределены по непрозрачной процедуре, а среди получателей средств — фирмы-прокладки. По данным Государственной пограничной службы Украины на проект «Стена» потрачено 680 млн грн. Генеральных подрядчиков по строительству «Стены» ГНСУ выбрала без конкурсных процедур в закрытом режиме. В службе не смогли объяснить причины избрания нынешних подрядчиков. По состоянию на июль 2017 года 100 миллионов гривен с проекта «Стена» было присвоено должностными лицами-пограничниками и подрядчиками, сообщила Генпрокуратура.

### Финансы
В январе 2017 во Львове во время получения взятки в 140 000 гривен был задержан Пётр Яремчук, помощник народного депутата от «Народного фронта» Юрия Савчука.
«Комитет избирателей Украины» обвиняет партию в избежании отчётности перед НАЗК и уклонения от уплаты налогов из-за отсутствия регистрации более 600 ячеек партии как юридических лиц.